# Secos del Condado
Secos del Condado o Secos de Porma, es una localidad española, perteneciente al municipio de Vegas del Condado, en la provincia de León y la comarca de La Sobarriba, en la Comunidad Autónoma de Castilla y León.
Situado en el margen derecho del Río Porma, es atravesado por el Arroyo del Reguerón.
Los terrenos de Secos del Condado limitan con los de Moral del Condado al norte, Villafruela del Condado al noreste, Castrillo del Condado al este, Santa Olaja de Porma al suroeste, Navafría y Villacil al oeste y Solanilla al noroeste.
Perteneció a la antigua Hermandad de La Sobarriba.
Sus fiestas patronales se celebran en fin de semana siguiente a San Roque (16 de agosto). Todos los años los miembros del pueblo sacan el patrón por las calles. 

## Toponimia
Secos, del latín Siccum, "terrenos o campos secos".
Condado, del latín Cominatus, "cortejo, acompañamiento", "dignidad honorífica de conde" o "territorio o lugar a que se refiere el título nobiliario de conde y sobre el cual ejercía éste antiguamente señorío" (en referencia a los Nuñez de Guzmán); o del céltico Condate, "confluencia" (en referencia a los ríos Porma y Curueño).
Seccos iuxta flumen Porma (año 962), Sequos (año 1022).